# Dynasty Warriors Advance
Dynasty Warriors Advance, in Giappone Shin: Sangoku musō Advance (真・三國無双ADVANCE?), è un videogioco strategico per Game Boy Advance, parte della serie di videogiochi Dynasty Warriors. Il videogioco è stato pubblicato dalla Nintendo, e sviluppato dalla Koei tramite la Omega Force. È stato pubblicato il 24 marzo 2005 in Giappone, il 29 agosto 2005 in America del Nord ed il 2 dicembre 2005 in Europa.